# Alex Da Kid
Alexander Grant (Londres, 27 de agosto de 1983), más conocido como Alex Da Kid, es un productor de hip-hop inglés. Él ha producido para artistas y grupos como Nicki Minaj, Hayley Williams, Eminem, Rihanna, B.o.B, Imagine Dragons y Avril Lavigne.

## Vida
Grant fue un jugador profesional de fútbol hasta que, a los 19 años de edad, su amigo le presentó a conocidos virtuales Music Studio Fruity Loops, comenzando su carrera en la producción.

## Producción discográfica

### 2008

#### Kardinal Offishall-Not 4 Sale
- "Going In"

#### Michelle Williams-Unexpected
- "Hello Heartbreak"

### 2009

#### Alesha Dixon-The Alesha Show (Encore edition)
- "All Out of Tune"

### 2010

#### Nicki Minaj-Massive Attack - single
- "Massive Attack" (con Sean Garrett; producido junto a Sean Garrett)[4][5][6]

#### B.o.B-B.o.B Presents: The Adventures of Bobby Ray
- "Airplanes" (con Hayley Williams; producido junto a DJ Frank E)[7]
- "Airplanes, Part II" (con Eminem y Hayley Williams de Paramore; producido junto a Eminem y Luis Resto)[7]

#### Eminem-Recovery
- "Love the Way You Lie" (con Rihanna)[8]

#### Rihanna-Loud
- "Love the Way You Lie (Part II)" (con Eminem)

#### T.I.-No Mercy
- "Castle Walls" (con Christina Aguilera)[9]

#### Diddy-Dirty Money-Last Train to Paris
- "Coming Home" (con Skylar Grey)

### 2011

#### Lupe Fiasco-Lasers
- "Words I Never Said" (con Skylar Grey)[10]

#### Reeve Carney-Spider-Man: Turn Off the Dark
- "Rise Above" (con Bono & The Edge)

#### Rihanna-Talk That Talk
- "Farewell" (producido junto a Ester Dean)

### Próximas Producciones

#### Cheryl Cole-Tercer álbum sin nombre confirmado
- Producirá algunas canciones del álbum.

#### Skylar Grey-Invinsible
- Producción completa del álbum.

### 2015

#### Rihanna-Octavo álbum de estudio
- "American Oxygen" (producido junto a Kanye West)